# Kam-Klucz
Kam-Klucz (ros. Кам-Ключ) – wieś (dieriewnia) w Rosji, w Baszkortostanie, w rejonie burajewskim. W 2010 liczyła 4 mieszkańców.